# Vlag

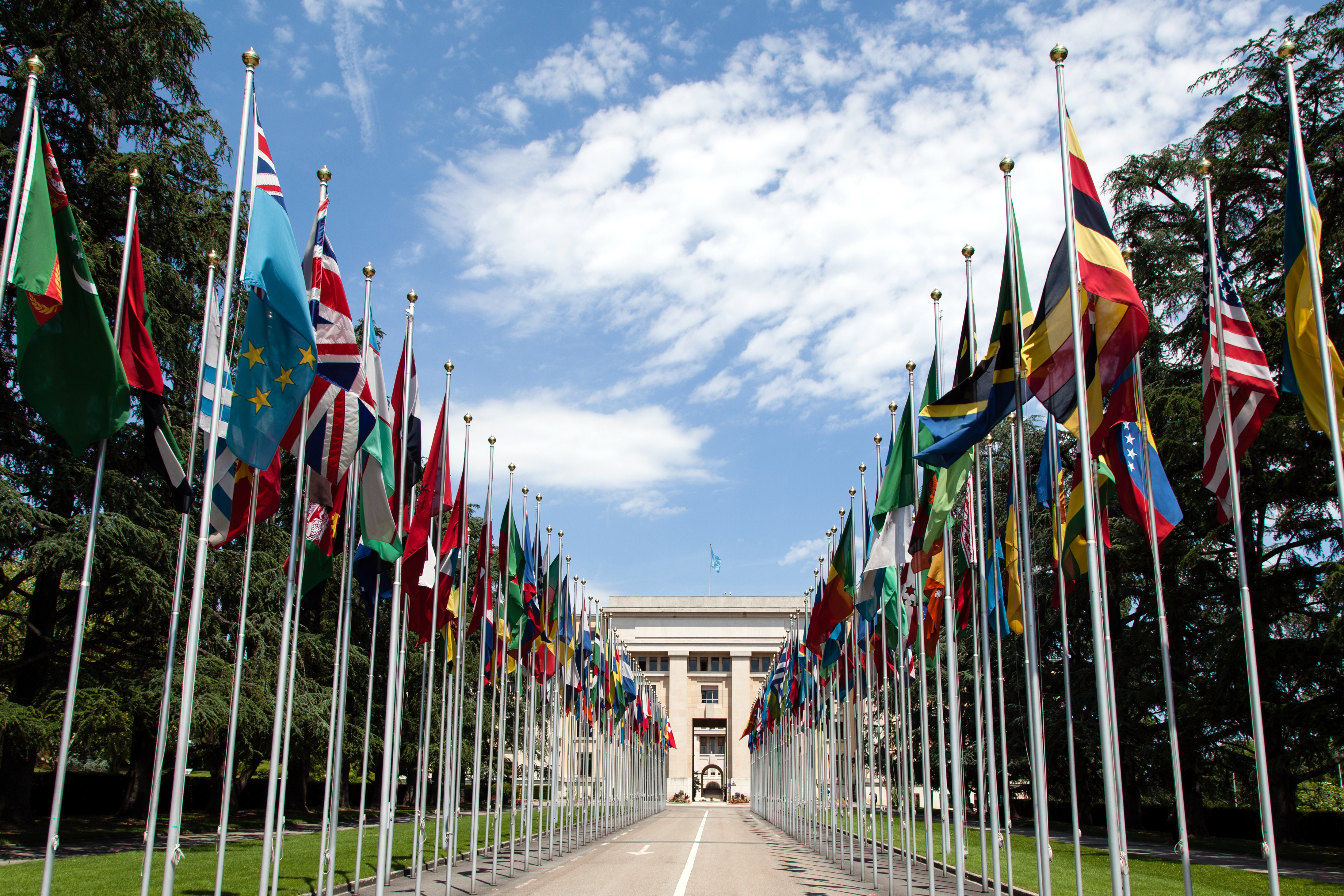
Vlaggen van de Verenigde Naties in Genève

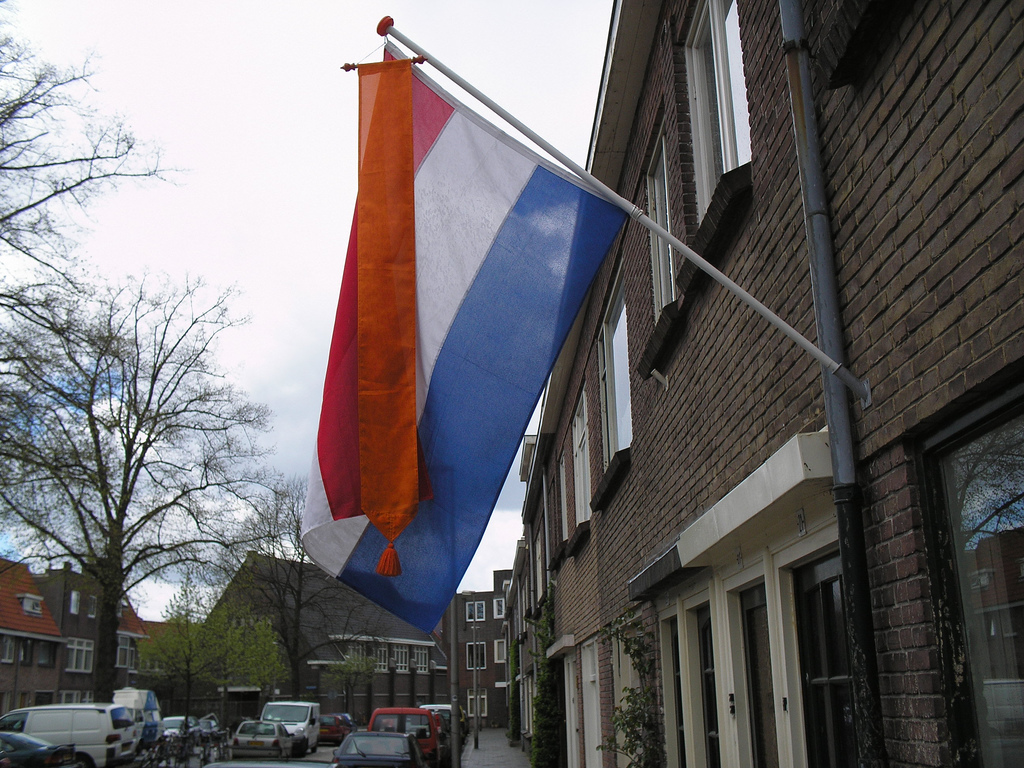
Nederlandse vlag en oranje wimpel tijdens een feestdag van het Nederlandse koningshuis

Een vlag is een abstracte tweedimensionale weergave van kleuren, vlakken of symbolen, meestal in een rechthoekige vorm. Een vlag is meestal van textiel, maar kan ook van papier, plastic of metaal zijn gemaakt. In het eerste geval wordt er een dunne, lichte stof gebruikt (men spreekt dan ook wel van dundoek) zodat de vlag in de wind kan wapperen. Een vlag wordt gewoonlijk aan een vlaggenmast of vlaggenstok bevestigd.

## Geschiedenis
Hoewel er uit de klassieke oudheid gevallen bekend zijn waar signalen gehesen werden, is het niet zeker of die signalen met behulp van vlaggen gegeven werden. Het is bekend dat in de Romeinse tijd vlaggen werden gebruikt voor het doorgeven van signalen, dus als semafoor.
In de middeleeuwen werden vlaggen als identificatiemiddel gebruikt. Omdat veldslagen complexer werden, gingen leiders vlaggen met eigen symbolen gebruiken. Zulke persoonlijke vlaggen worden standaards genoemd. Tijdens veldslagen was de vlag een cruciaal onderdeel van de strijd. Een eenheid werd gevormd achter de vlag. Het veroveren van de vlag van de vijand leverde een zekere triomf; een aanduiding dat de leider van de tegenstander (en in het verlengde daarvan, de tegenstander zelf) verslagen is.
Vlak voor de kruistochten ontstond in Vlaanderen de gewoonte de symbolen ook op het schild te voeren. Hieruit is de heraldiek voortgekomen, waarin de wapenschilden een soortgelijke functie hebben. Landen, provincies, staten, steden, dorpen, bedrijven en organisaties hebben heden ten dage hun eigen vlag om hun geschiedenis of hun doelstellingen te symboliseren. Veel hoogwaardigheidsbekleders hebben nog steeds een persoonlijke standaard.

## Vervaardiging
Toont de vlag een aantal grote gekleurde vlakken, zoals bij veel landsvlaggen het geval is, dan wordt de vlag meestal gemaakt door doek van verschillende kleuren aan elkaar te naaien. Fijnere afbeeldingen (letters, sterren, plompenbladeren...) worden op de vlag gedrukt, geschilderd of geborduurd.
Aan de broekingzijde wordt een gevlochten koord in de vlag genaaid om de vlaggenlijn aan vast te maken. Aan de bovenzijde van het koord wordt een oogje gelegd, zodat een vlaggenlijn vlak bij de vlag vastgeknoopt kan worden (meestal met een – al dan niet dubbele – schootsteek) en de vlag vol gehesen kan worden zonder dat de knoop door de katrol loopt.
Traditioneel wordt de maat van een vlag aangegeven in kleden. Een kleed is 50 centimeter en de vlag wordt gemeten langs de broeking. Een zeskleedsvlag is dus 3 meter gemeten langs de broeking en afhankelijk van de vlagverhouding ongeveer 4,5 meter lang.

## Vlaggebruik
Een vlag (of standaard) geldt, anders dan voor het geven van signalen, als een representatief symbool. De bij het vlaggebruik behorende etiquette verschilt van land tot land. Een vlag wordt over het algemeen met een zekere eerbied en respect behandeld. Er bestaan tradities hoe vlaggen gehesen, gestreken, of opgeborgen dienen te worden. Een vlag die gescheurd of verkleurd is, behoort te worden vervangen. In sommige landen is het strafbaar op onjuiste wijze te vlaggen. Als politiek symbolische daad worden vlaggen van vermeende vijanden soms vertrapt of verbrand om deze vijanden te beledigen.
Voor Nederland bestaat een in een zogenaamde vlaginstructie vastgelegde richtlijn voor het omgaan met de vlag voor rijksgebouwen. Nederlandse burgers houden zich meestal ook aan de vlaginstructie, maar deze heeft niet de kracht van een wet voor burgers. De Vlaamse overheid hanteert vergelijkbare richtlijnen.

## Symmetrie

(A) Broekingzijde
(B) Vluchtzijde
(C) scheiding van broeking en vlucht

De zijde aan de kant van de broeking (de vlaggenlijn of -stok) wordt de broekingzijde genoemd; de andere zijde heet de vluchtzijde. De scheidingslijn van broekingzijde en vluchtzijde bevindt zich bij vlaggen niet in het midden, maar op 1/3 vanaf de broeking. 
Hangt een vlag aan een vlaggenmast, dan kan de vlag, afhankelijk van de windrichting en de plaats van de waarnemer, zich links of rechts van de mast bevinden.
Toch heeft een vlag een gedefinieerde linker- en rechterkant. Wordt een vlag op papier afgebeeld of aan de muur gehangen, dan doet men dat steeds met de broekingzijde aan de linkerkant. Dat is vooral belangrijk bij vlaggen die niet verticaal symmetrisch zijn, zoals de vlag van België.
Eventuele tekst of afbeeldingen op een vlag worden zo geplaatst dat ze correct weergegeven worden met de broeking links. Daar het lichte materiaal van de vlag meestal doorschijnend is, zullen tekst of afbeeldingen met de broeking rechts vaak in spiegelbeeld staan – iets dat men vaak ziet bij vlaggen waarop een bedrijfsnaam of -logo staat. Er bestaan niet-doorschijnende vlaggen die voor en achter verschillend zijn. Daarvan is de vlag van Oregon een voorbeeld. De tekst op de vlag van Saoedi-Arabië is aan beide kanten leesbaar, de punt van het zwaard wijst echter altijd naar de broekingzijde.
Een vlag wordt soms, vooral bij militairen en leden van het koninklijk huis, op een doodkist gelegd. Voor de Nederlandse vlag geldt dat de broeking over het hoofdeinde van de kist afhangt, de rode baan rechts (gezien vanaf het hoofdeinde) en de blauwe baan links. Dat betekent eigenlijk dat de achterkant van de vlag boven ligt.

## Recht
Zeegaande schepen varen onder de vlag van een land. Hierdoor behoort het schip tot het rechtsgebied van dat land en gelden zijn wetten aan boord. Iets dergelijks geldt ook voor internationale vliegtuigen. Bij het Lockerbie-proces stond Nederland een stukje rechtsgebied af aan Schotland, zodat daar tijdelijk de Schotse vlag wapperde.

## Studie
De studie van vlaggen staat bekend als vexillologie, ook wel vlaggenkunde of bannistiek genoemd. Nederland kent de Nederlandse Vereniging voor Vlaggenkunde, die een aantal keer per jaar het vlaggentijdschrift Vlag! uitgeeft. Naast de studie van de vlaggen zelf valt onder de vlaggenkunde onder andere ook de studie van de vlagprotocols.

## Speciale vlaggen
| Vormgeving | Vormgeving | Vormgeving |
| --- | ---------- | ---------- |
| De vlag van Cyprus en die van Kosovo zijn de enige vlaggen waarop de contouren van het grondgebied staan afgebeeld. Ook het voorstel voor de vlag van het continent Antarctica bevat de contouren van het continent. |            |            |
| De vlag van Nepal is de enige nationale vlag die niet rechthoekig of vierkant is: de vlag is opgebouwd uit twee driehoeken boven elkaar. Het is ook de enige nationale vlag die hoger dan breed is. |            |            |
| De vlaggen van Zwitserland en Vaticaanstad zijn de enige nationale vlaggen die vierkant zijn. |            |            |
| Tussen 1880 en 1901 had Afghanistan een geheel zwarte vlag. Later zou tussen 1977 en 2011 Libië een geheel groene vlag als landsvlag hebben. Beide landen waren in hun tijdsvakken uniek in dit gebruik. |            |            |
| De vlag van Paraguay heeft twee verschillende kanten. Aan de ene kant staat het wapenschild met de tekst República del Paraguay, aan de andere kant een leeuw en de nationale leuze Paz y justicia. Door de twee verschillende kanten zal de tekst nooit in spiegelbeeld staan. |            |            |
| Leeftijd en beïnvloeding |            |            |
| De vlag van Denemarken is de oudste staatsvlag ter wereld die nog steeds in gebruik is. Daarnaast heeft de Dannebrog de vlaggen van Noorwegen, Zweden, Finland, IJsland en regionale Scandinavische vlaggen van de Faeröer, Åland, Skåne en Bornholm en een aantal eilandgroepen met een deels van oorsprong Noordse bevolking (Shetland en Orkney) beïnvloed, evenals het Schotse graafschap Caithness. Al deze vlaggen tonen het Scandinavisch kruis. |            |            |
| De nationale driekleur van Nederland is de oudste driekleur ter wereld. De vlag komt in 1572 voor eerst voor als de Prinsenvlag, dan in de kleuren oranje-wit-blauw, maar al snel komt het bekendere rood-wit-blauw ten tonele. Waarom deze verandering van kleur opkwam is nog altijd niet bekend. Na 1630 is het rood-wit-blauw algemeen. De Nederlandse driekleur heeft enkele vlaggen geïnspireerd, waaronder die van New York en (tussen 1928 en 1994) Zuid-Afrika. |            |            |
| De Franse Tricolore, ontworpen in 1794 als revolutionaire vlag, heeft vele staatsvlaggen geïnspireerd. Voorbeelden hiervan zijn de vlaggen van Italië, Costa Rica, de Dominicaanse Republiek, Ierland, Haïti, Roemenië, Mexico en vele andere. |            |            |
| De vlag van Rusland, de bron van de Pan-Slavische kleuren rood, wit en blauw, is aangenomen door vele Slavische staten en mensen als hun symbolen. Voorbeelden van landen met dergelijke vlaggen zijn Slowakije, Servië, Kroatië en Slovenië. |            |            |
| De Union Flag of Union Jack van het Verenigd Koninkrijk is de meest gebruikte vlag ter wereld. Britse koloniën hadden meestal een vlag gebaseerd op de Union Jack. Veel voormalige koloniën hebben nog altijd de Union Jack in hun huidige vlag om hun geschiedenis te tonen. Voorbeelden hiervan zijn Australië, Fiji, Nieuw-Zeeland, Tuvalu en een aantal Canadese provincies (Manitoba, Ontario en Brits-Columbia). Ook de Amerikaanse staat Hawaï heeft de Union Jack in zijn vlag, maar dit ter teken van een vriendschappelijke band tussen de twee landen: Hawaï was tijdens het aannemen van de vlag nog een onafhankelijk koninkrijk. |            |            |
| De vlag van de Verenigde Staten, bijgenaamd The Stars and Stripes of Old Glory. Zoals veel landen naar Frankrijk keken voor inspiratie, keken veel andere landen naar de Amerikaanse Revolutie, die in de Amerikaanse vlag werd gesymboliseerd. Voorbeelden van vlaggen die door de Amerikaanse werden geïnspireerd zijn die van Liberia, Chili, Maleisië, Uruguay, Griekenland en de Franse regio Bretagne. |            |            |
| De originele driekleur van Iran is de bron van de Pan-Iraanse kleuren groen, wit en rood. Deze kleuren zijn door veel Indo-Iraanse of Arische staten aangenomen als hun symbolen. Voorbeelden hiervan zijn Tadzjikistan, Koerdistan, de Republiek Ararat en Talysh-Mughan. |            |            |
| De vlag van Turkije, die vrijwel gelijk is aan de laatste vlag van het Ottomaanse Rijk, is de inspiratiebron geweest van veel vlaggen van andere moslimstaten. Tijdens het Ottomaanse Rijk is de halve maan als symbool komen te staan voor de islam. Deze symboliek is terug te zien in de vlaggen van Algerije, Azerbeidzjan, de Comoren, Maleisië, Mauritanië, Pakistan en Tunesië. |            |            |
| De vlag van de Arabische opstand is de inspiratiebron geweest voor vele Arabische landen, waaronder Jordanië, Koeweit, Libië, Soedan, Syrië, de Verenigde Arabische Emiraten, de Sahrawi Arabische Democratische Republiek, Egypte, Irak, Jemen en Palestina. De kleuren staan bekend als de Pan-Arabische kleuren. |            |            |
| De originele driekleur van Ethiopië is de bron van de Pan-Afrikaanse kleuren, groen, geel en rood. Deze kleuren zijn door vele Afrikaanse staten aangenomen als hun symbolen. Voorbeelden hiervan zijn Benin, Burkina Faso, Ghana, Guinee, Guinee-Bissau, Kameroen, Mali, Sao Tomé en Principe, Senegal en Togo. |            |            |
| De vlag van de Sovjet-Unie heeft met zijn rode veld en goudkleurige hamer en sikkel vele andere communistische vlaggen geïnspireerd. Landen met dergelijke vlaggen zijn de Volksrepubliek China, Vietnam, Angola en Mozambique en in het verleden ook Oost-Duitsland en Afghanistan. |            |            |

## Vormen
- De term banier wordt meestal gebruikt voor een dundoek waarvan de hoogte groter is dan de lengte en heeft meer een militair gebruik: krijgsbanier of strijdbanier.
- De term vaandel wordt meestal gebruikt voor een vlag van een verplaatsbare eenheid, zoals een schip of een legereenheid.
- De term standaard wordt gebruikt voor een persoonlijke herkenningsvlag. Bij sommige militaire organisaties wordt de term ook gebruikt als synoniem voor "vaandel".
- De term dundoek duidt eigenlijk het materiaal aan. Daarmee vallen eigenlijk ook bepaalde spandoeken onder de term, terwijl veel vaandels er strikt genomen niet onder vallen. Meestal wordt de term gebruikt in die gevallen waarbij de vlag kan wapperen op de wind.
- De wimpel is een lange smalle vlag. Deze heeft een vrijer protocol, waardoor die gebruikt kan worden op manieren die voor een vlag niet toegestaan zijn.
- Een signaal is een vlag, of een gebruik van een vlag, alleen om informatie door te geven. Zo zijn er signalen in gebruik bij verschillende strandwachten, en ook bij het auto- en motorracen, zoals de Formule 1 en autorally's, wordt ook een eigen code voor vlaggen gebruikt. Dit zijn de racevlaggen.

## Relatie tussen vlag en taal
Vaak wordt een taal ook door middel van een vlag aangegeven. Er zijn echter maar weinig talen met een eigen vlag; Esperanto () is een van de uitzonderingen. Daarom wordt vaak de vlag van het land waar de taal vandaan komt of waar de taal naar genoemd is. Zo wordt het gebruik van de Nederlandse taal vaak geïllustreerd met de Nederlandse vlag  en het Engels met de Union Flag .
Soms heeft dit vreemde bijeffecten, omdat op die manier bijvoorbeeld Braziliaanse producten of media om hun taal aangeduid worden met een Portugese vlag, producten uit de Verenigde Staten met die van het Verenigd Koninkrijk enzovoort. Om die reden wordt wel onderscheid gemaakt naar dialect: Brits-Engels wordt dan met de Union Flag aangeduid, of zelfs met de vlag van Engeland , ter onderscheid van het Amerikaans-Engels, dat met de Stars and Stripes  wordt aangegeven. Op diezelfde wijze wordt dan voor het Braziliaans-Portugees de vlag van Brazilië  gebruikt.
Op internet zijn dergelijke symbolen wijdverspreid. Internationale organisaties bieden veelal websites in meer dan een taal aan. Hoewel het internet hiervoor een selectiesysteem aanbiedt, is het gebruikelijk om de gebruiker (ook) taalkeuzen aan te bieden. Dit vereist de aanduiding van een taal op een pagina die in een andere taal geschreven is, of zelfs in een taalloze pagina. Vlaggen zijn hiervoor een veel gebruikte oplossing. Er wordt soms een alternatieve oplossing gekozen voor een taal die in twee landen veel gesproken worden: er worden dan diagonaal gedeelde vlaggen gebruikt. Een voorbeeld hiervan is half Union Flag, half Stars and Stripes .

## Vlag in spreekwoorden in gezegden
- Het vlaggenschip is het schip met de bevelhebber, een vlagofficier, van een vloot.
- De vlag uitsteken doe je als er iets speciaals te vieren is.
- De vlag dekt de lading (niet): de inhoud komt (niet) overeen met de titel.
- Onder valse vlag varen: je uitgeven voor iemand anders / andere bedoelingen hebben dan je laat voorkomen.
- Kijken hoe de vlag erbij hangt: voorzichtig nagaan of de situatie gunstig is.
- Met vlag en wimpel: uiterst succesvol.
- Dat staat als een vlag op een modderschuit: twee dingen passen niet bij elkaar, omdat het ene onderdeel veel mooier (vlag) is dan het andere (modderschuit).
- De vlag voor iemand strijken: onderdoen voor iemand.
- Het vaantje strijken: bewusteloos raken.
- De vlag voeren: de baas zijn.
- Met vliegend vaandel en slaande trom: een leger in vol ornaat en in al zijn glorie.
- Met veel vlagvertoon / zonder vlagvertoon: met veel ophef / zonder ophef.
- Onder één vlag varen: gezamenlijk optrekken, dezelfde leuze voeren.
- Je vlagt!: tegen een dame wier onderjurk onder haar overige kleding uitkomt.
- 'Hoog in het vaandel staan.' Iets dat erg belangrijk is.